# Leptataspis toxopei
Leptataspis toxopei är en insektsart som beskrevs av Victor Lallemand och Synave 1955. Leptataspis toxopei ingår i släktet Leptataspis och familjen spottstritar. Inga underarter finns listade i Catalogue of Life.